# 騰高活結他公司
騰高活吉他公司 (Tanglewood Guitars)是一家于1991年在英国成立的乐器製造公司，製造一系列从专业到入门品质的声学吉他(声学吉他也是騰高活吉他公司在北美地区仅有的产品)。
2006年，騰高活吉他成为英国销量最大的吉他品牌。在2007年, 2008年, 以及2009年, Tanglewood Guitars在英国杂志《MI Pro》的调查中，成为「最佳销售声学吉他品牌」(Best-selling Accoustic Guitar Brand)。
2009年开始生产Master Design系列，这个系列的吉他由瑞典吉他大师級工匠Michael Sanden製作。

## 产品
Tanglewood Guitars以其声学吉他而闻名于世，其声学吉他系列如下:
- MasterDesign (By Michael Sanden)
- Heritage
- Sundance
- Premier
- Rosewood Reserve
- Evolution & Evolution Exotic
- Nashville II

不过，其产品线還包含其他列弦乐器，包括：
- 电箱吉他
- 半实心吉他
- 电吉他
- 电贝司
- 迷你电吉他
- 班卓琴, 曼陀铃和尤克莱利琴

其他产品包括：
- 吉他包
- 吉他音箱
- 琴弦
- 播片

## 延伸阅读
- Official European website （页面存档备份，存于）.
- North American website （页面存档备份，存于）.
- MasterDesign Series website.